# Ars Nova (popgroep)
De Amerikaanse progressieve rockgroep Ars Nova maakte tussen 1967 en 1969 van klassieke compositietechnieken gebruik. Het resultaat was muziek met een middeleeuwse sfeer, waarin trombone en trompet de hoofdrol speelden, gecombineerd met hard gitaarwerk en een slepende zang. Tussen de nummers door stonden korte klassieke intermezzi, zogenaamde stijlcitaten: het citeren - dus volledig intact laten - van muzikale stijlen, onder meer uit de Messe de Notre Dame van Guillaume de Machaut.
De groep produceerde slechts twee lp's.
Op het eerste album (Ars Nova, 1968) bestond de groep uit Jon Pierson (bastrombone en zang), Wyatt Day (gitaar, piano, orgel en zang), Maury Baker (orgel en slagwerk). Giovanni Papalia (solo-gitaar), Bill Folwell (trompet, basviool en zang) en Jonathan Raskin (bas en zang).
Na een desastreuze ondersteuning van een optreden van The Doors in de Fillmore East midden 1968 verlieten Baker, Papalia, Folwell en Raskin de groep.
Op de tweede lp (Sunshine & Shadows, 1969) werd bovenstaande lijn voortgezet, alleen nu iets meer in de jazzrichting doorgetrokken. De uit de bezetting verdwenen leden werden vervangen door Sam Brown (solo-gitaar), Art Koenig (bas), Jimmy Owens (trompet) en Joe Hunt (drums).